# ريتشل فاولر
ريتشل فاولر (بالإنجليزية: Rachel Fuller)‏ هي ملحنة بريطانية، ولدت في 24 يوليو 1973 في إبسوتش في المملكة المتحدة.

## وصلات خارجية
- ريتشل فاولر على موقع IMDb (الإنجليزية)
- ريتشل فاولر على موقع ميوزك برينز (الإنجليزية)
- ريتشل فاولر على موقع أول ميوزيك (الإنجليزية)
- ريتشل فاولر على موقع ديسكوغز (الإنجليزية)